# Districte de Beja
El districte de Beja és un districte portuguès, dins la província tradicional del Baix Alentejo. Limita al nord amb el districte d'Évora, a l'est amb la província de Huelva (Espanya) al sud amb el districte de Faro i a l'oest amb el districte de Setúbal i l'oceà Atlàntic. Àrea: 10 225 km² (és el districte portuguès més gran). Població resident (2001): 161.211.

## Subdivisions
El districte de Beja es divideix en 14 municipis:
- Aljustrel
- Almodôvar
- Alvito
- Barrancos
- Beja, ciutat principal i seu del districte
- Castro Verde
- Cuba
- Ferreira do Alentejo
- Mértola
- Moura, ciutat principal
- Odemira
- Ourique
- Serpa, ciutat principal
- Vidigueira